# All Yours
Albums de Crystal Kay
Call Me Miss...
(2006) Color Change!
(2008)
EPs par Crystal Kay
Shining
(2007)
Singles
All Yours est le 7e album de la chanteuse Crystal Kay, sorti sous le label Sony Music Entertainment Japan le 20 juin 2007 au Japon. Il atteint la 1re place du classement de l'Oricon. Il se vend à 51 211 exemplaires la première semaine et reste classé pendant 14 semaines, pour un total de 136 841 exemplaires vendus. Il sort en format CD et CD+DVD.

## Liste des titres
| 1.  | Konna ni Chikaku de... (こんなに近くで...) | Mutsumi Sumiyo                         | Sakai Ryosuke            | 4:02 |
| 2.  | Dream World                                | Kiyo Tsurumi, Lisa Huang, Joey Carbone | Lisa Huang, Joey Carbone | 3:44 |
| 3.  | Anytime                                    | Crystal Kay, H.U.B.                    | Crystal Kay, Shin Kono   | 4:42 |
| 4.  | Anata no Soba de (あなたのそばで)          | Nishida Emi                            | Fukuyama Yasushi         | 4:32 |
| 5.  | Cherish                                    | Emi K.Lynn                             | Kenjiro Sakiya           | 4:07 |
| 6.  | STILL                                      | ERU                                    | Katsumi Ohnishi          | 4:57 |
| 7.  | Butterfly's Garden                         | H.U.B.                                 | Nao Tanaka               | 3:40 |
| 8.  | Kitto Eien ni (きっと永遠に)               | Nishida Emi                            | Sakai Ryosuke            | 5:02 |
| 9.  | ESCALATOR                                  | Mona                                   | Kosuke Morimoto          | 4:57 |
| 10. | Sugar Rain                                 | Emi K.Lynn                             | STY                      | 4:45 |
| 11. | I WANNA BE                                 | Michico                                | MICHICO, T.KURA          | 4:02 |
| 12. | Lonely girl                                | H.U.B.                                 | Singo.S                  | 3:59 |
| 13. | Midnight Highway                           | Aya Harukazu                           | ICEDOWN                  | 3:53 |
| 14. | Last Kiss                                  | Mona                                   | Ryosuke Sakai            | 4:52 |

| 1. | Kitto Eien ni (きっと永遠に)                                                                 |  |
| 2. | Konna ni Chikaku de... (こんなに近くで...)                                                   |  |
| 3. | Anata no Soba de (あなたのそばで)                                                            |  |
| 4. | Konna ni Chikaku de... (Nodame Orchestra LIVE ver.) (こんなに近くで... (のだめオーケストラ)) |  |